# Tübingen
Tübingen este un oraș în sud-vestul Germaniei, în landul Baden-Württemberg. La Tübingen se află una din cele mai prestigioase universități din Europa - Universitatea Eberhard Karl (Universitatea din Tübingen), fondată în secolul XV. Orașul are 85 mii locuitori permanenți, cărora li se mai aduagă încă 25 mii de studenți. Partea veche a orașului este foarte bine păstrată și include edificii din sec. XIV-XVIII, printre care și castelul Tübingen (actualmente muzeu).

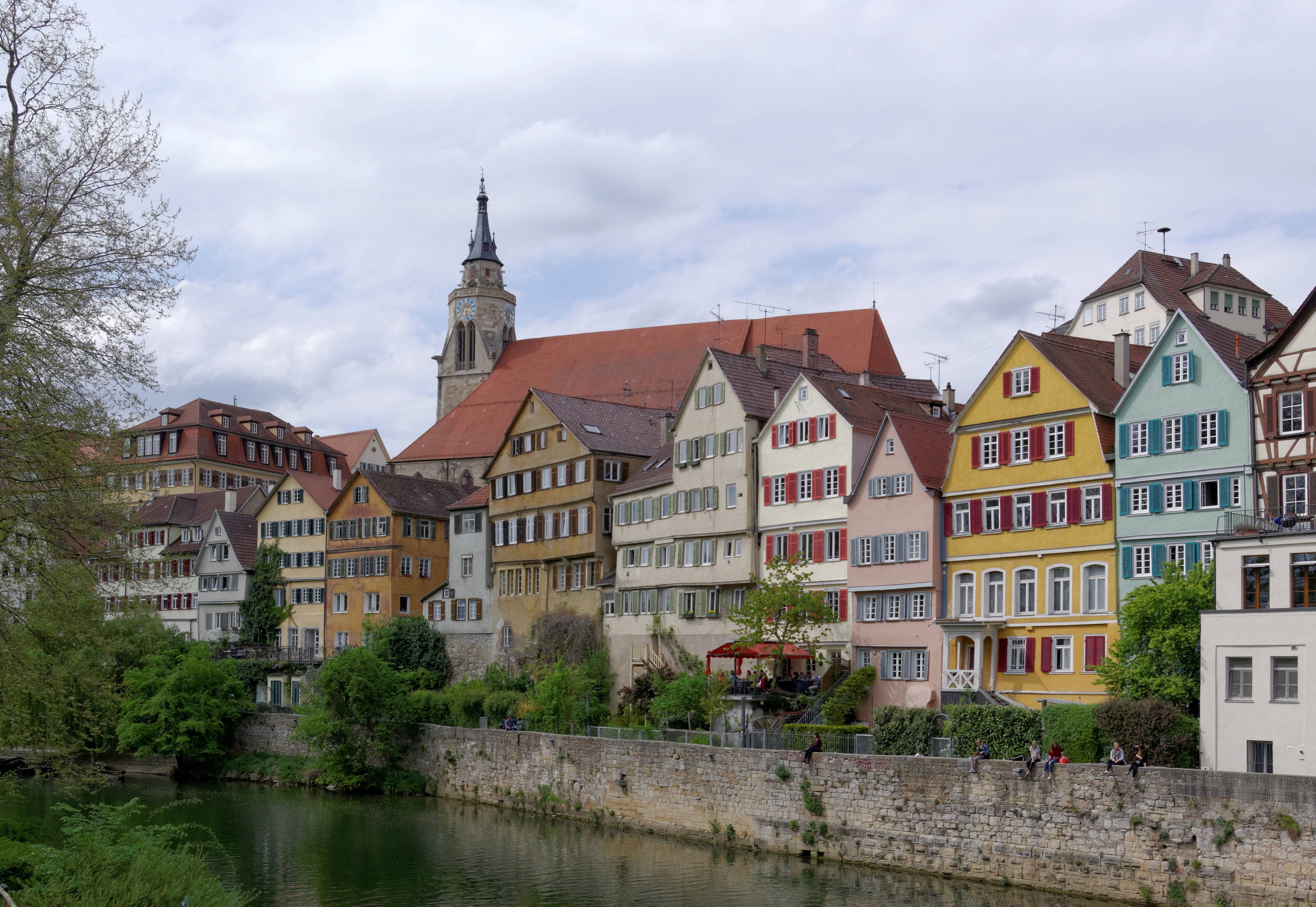
Tübingen, Neckarfront

Din 1963 și până la sfârșitul vieții a fost profesor la Tübingen lingvistul Eugen Coșeriu. Alături de acesta, asupra românisticii de la Tübingen și-a lăsat amprenta filologul clujean Octavian Șchiau, primul profesor permanent de limba română la Leipzig.